# Schlüsselkind

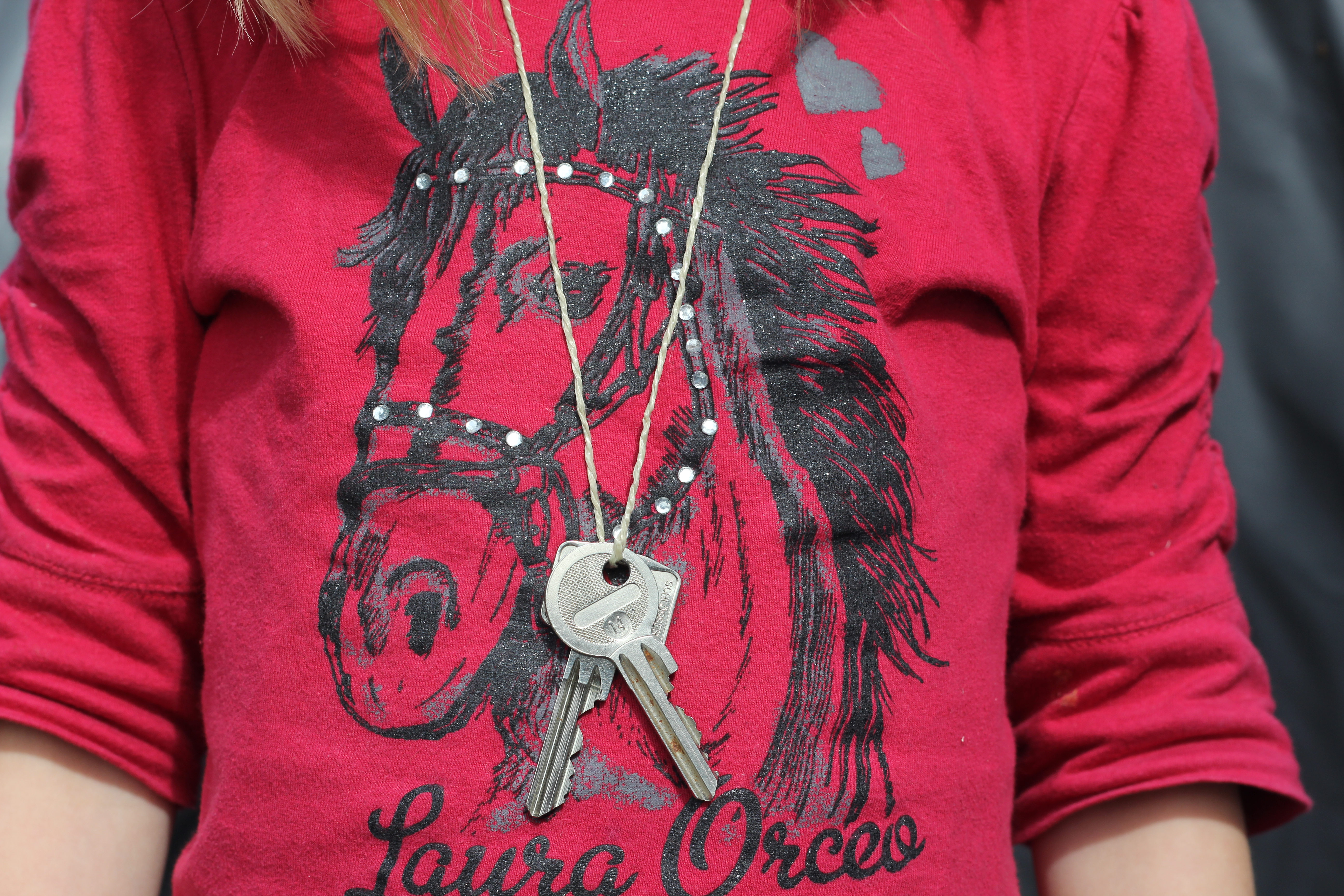
Schlüsselkind

Als Schlüsselkind wird ein Kind bezeichnet, das nach Schulschluss regelmäßig ohne Betreuung ist, zum Beispiel, weil seine Eltern berufstätig sind.

## Geschichte
Der heute eher selten verwendete Begriff, der 1956 vom Münchner Pädagogen und Psychologen Otto Speck geprägt wurde, existierte vorher in den USA schon seit 1944 unter dem Begriff Latchkey Child. Das vor allem im westdeutschen Sprachgebrauch negativ besetzte Wort spielt darauf an, dass solche Kinder damals meist einen eigenen Wohnungsschlüssel hatten, der oft sichtbar an einer Schnur um den Hals getragen wurde, damit das Kind ihn nicht verlor. Mit diesem Schlüssel konnte das Kind die Tür der elterlichen Wohnung öffnen und dort alleine darauf warten, dass die Eltern von der Arbeit nach Hause kamen. 
Da seinerzeit in der Bundesrepublik als Ideal der familiären Rollenaufteilung noch galt, dass der Vater in der Rolle des Familienvorstands und Hausmann als Alleinverdiener für den Unterhalt der Familie sorgte und die Mutter als Hausfrau für die Versorgung und Beaufsichtigung der Kinder zuständig war, assoziierte man Schlüsselkinder auch mit geschiedenen Eltern oder einem zu geringen Verdienst des Vaters, der die Mitarbeit der Mutter erforderlich machte.
Die fehlende nachschulische Betreuung und Erziehung wurde und wird vielfach als ungünstig für die Entwicklung von jüngeren Schulkindern angesehen und für Probleme wie schlechte Schulleistungen und jugendliche Delinquenz verantwortlich gemacht. Für die Entwicklung eines Kindes ist aber nicht entscheidend, ob ein Elternteil unmittelbar nach der Schule zuhause ist, sondern wie intensiv und regelmäßig man sich um Kinder kümmert und wie die Bindung zu wichtigen Bezugspersonen ist. Das können Eltern, Horterzieher, Schulsozialpädagogen, Nachbarn oder andere Verwandte sein. Schlüsselkinder verfügen nicht selten über eine große Selbständigkeit.
In der DDR hatte der Begriff Schlüsselkind auf Grund der nahezu vollständigen Versorgung mit Schulhortplätzen keine negative Bedeutung. Im Gegenteil, so war es für viele Kinder ein Statusgewinn, im Laufe der vier möglichen Hortjahre Schlüsselkind zu werden und gleich nach der Schule oder früher vom Hort allein nach Hause gehen zu dürfen. Neben der Notwendigkeit – aufgrund von Arbeitszeiten – spielte hier auch das mit dem älter werdenden Kind wachsende Vertrauen der Eltern eine wichtige Rolle.
Im Rahmen der PISA-Studie 2000 wurden beim Bildungserfolg 15-jähriger deutscher Schüler keine wesentlichen Unterschiede zwischen Schlüsselkindern und Kindern festgestellt, bei denen mindestens ein Elternteil ganztags zu Hause ist. Die Schlüsselkinddebatte spielt auch in der Diskussion um Ganztagsschulen eine Rolle.